# Kevin Willis
Pour les articles homonymes, voir Willis.
Kevin Alvin Willis (né le 6 septembre 1962 à Los Angeles, Californie) est un ancien joueur américain de basket-ball de NBA. Il mesure 2,13 m et évolue au poste de pivot.

## Biographie
Willis joua à Jackson Community College et à l'université d'État du Michigan de 1980 à 1984 et fut sélectionné lors de la draft 1984 par les Hawks d'Atlanta. Il joua avec les Hawks durant neuf saisons (et deux matchs lors d'une dixième saison), jusqu'en 1994. Willis faisait équipe avec Dominique Wilkins, Spud Webb et Doc Rivers.
Willis fut transféré au Heat de Miami en 1994. Par la suite, il porta les maillots des Warriors de Golden State, passa deux fois par les Rockets de Houston, aux Nuggets de Denver, aux Raptors de Toronto et aux Spurs de San Antonio. Ce n'est qu'en 2003 qu'il remporta enfin le titre NBA avec les Spurs à l'âge de 41 ans. Willis est l'un des 15 joueurs de l'histoire de la NBA avec plus de 16 000 points et 11 000 rebonds en carrière. Il fut nommé au NBA All-Star Game 1992, quand il termina sa saison avec sa meilleure moyenne en carrière avec 15,5 rebonds par match.
Willis retourna aux Hawks en 2004-2005 faisant de lui le joueur le plus âgé de la ligue. Le 30 mars 2007, The Dallas Morning News annonça que Willis allait passer des tests physiques avant de signer un contrat avec les Mavericks de Dallas. Willis, qui n'avait pas joué en 2005-2006, devait prendre la quinzième place dans l'effectif des Mavericks. Le transfert devint officiel quand il signa un contrat de dix jours avec les Mavericks le 2 avril 2007 devenant à 44 ans, le plus vieux joueur de la ligue en 2007 et le plus vieux joueur de la franchise.
Il disputa cinq matchs de saison régulière et fut dans l'effectif des Mavericks pour les playoffs en tant que douzième homme, mais ne joua pas une seule minute, les Mavericks étant éliminés dès le premier tour. En jouant ces cinq matchs, Willis devint le joueur le plus âgé à disputer plus d'une rencontre NBA en une saison (l'entraîneur des Providence Steamrollers Nat Hickey se fit rentrer en cours de match lors de la saison 1947-1948, à l'âge de 45 ans et 363 jours). Le Hall-of-Famer Robert Parish, qui, à l'âge de 43 ans, disputa 43 rencontres avec les Bulls de Chicago en 1996-1997, détenait ces records de longévité.
En 2007, Willis fit trois apparitions lors de l'émission télévisée Pros vs Joes.
Depuis sa retraite sportive, Willis gère la marque de vêtements qu'il a créée avec son ancien coéquipier de l'université d'État du Michigan Ralph Walker.

## Pour approfondir
- Liste des joueurs en NBA ayant joué plus de 1 000 matchs en carrière.
- Liste des joueurs les plus assidus en NBA en carrière.
- Liste des meilleurs marqueurs en NBA en carrière.
- Liste des meilleurs rebondeurs en NBA en carrière.